# Ansamblul curții boierilor Dudescu din Fundeni
Ansamblul curții boierilor Dudescu din Fundeni este un ansamblu de monumente istorice aflat pe teritoriul satului Fundeni; comuna Fundeni.
Ansamblul este format din următoarele monumente:
- Biserica "Sf. Apostol Andrei" (cod LMI CL-II-m-A-14688.01)
- Casele boierilor Dudescu (cod LMI CL-II-m-A-14688.02)